# オリーブ山ユダヤ人墓地
オリーブ山ユダヤ人墓地 (ヘブライ語: בית הקברות היהודי בהר הזיתים、英語: Mount of Olives Jewish Cemetery) エルサレムのオリーブ山にある墓地で、世界最古のユダヤ人墓地で、ユダヤ人のための最大の墓地であり、150,000以上の墓がある。エルサレムの旧市街とその城壁群に面している。

## ギャラリー

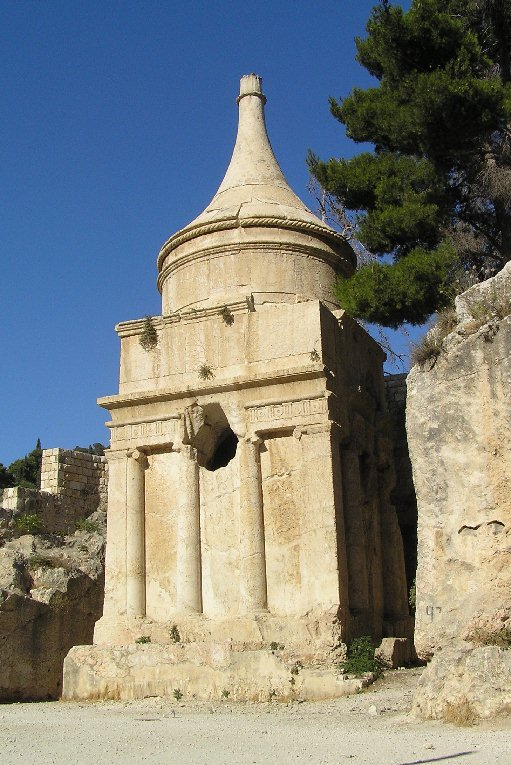
アブサロムの墓
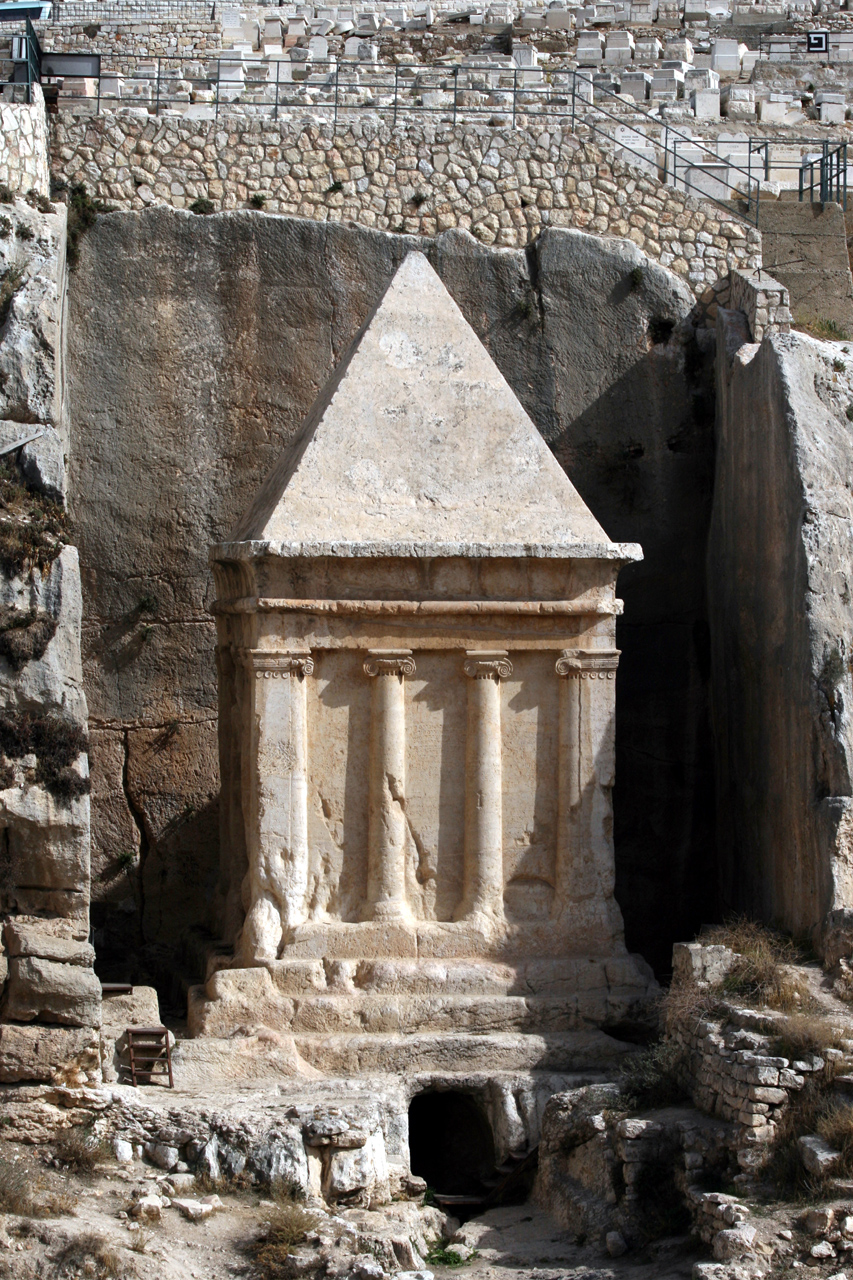
ゼカリヤの墓
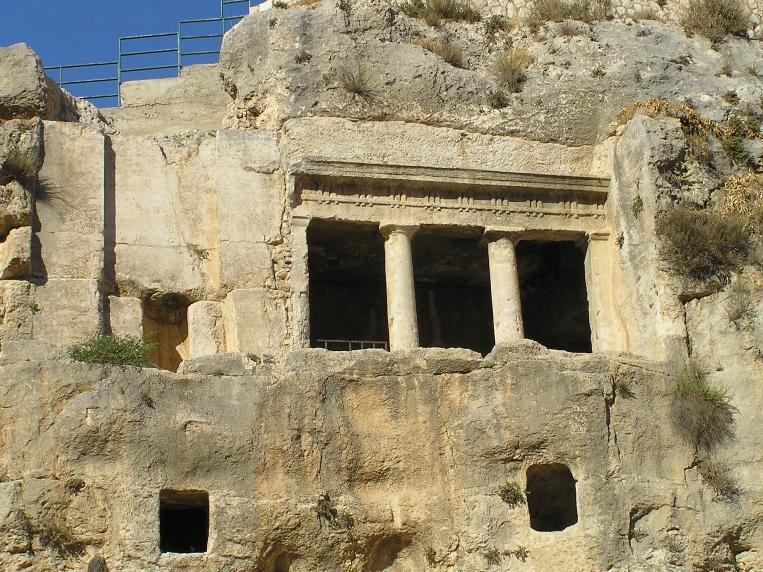
Benei Hezirの墓
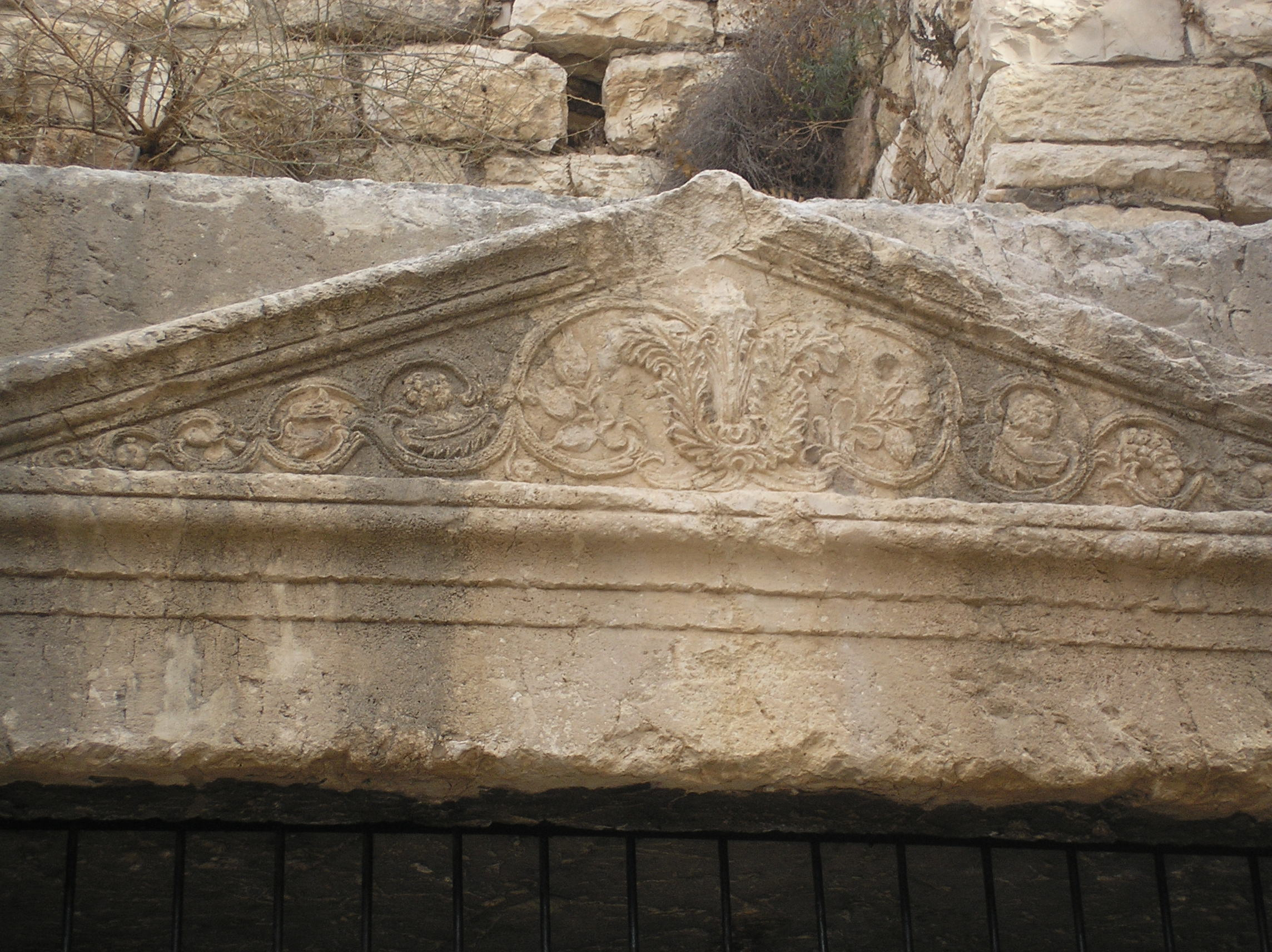
ヨシャパテの洞窟
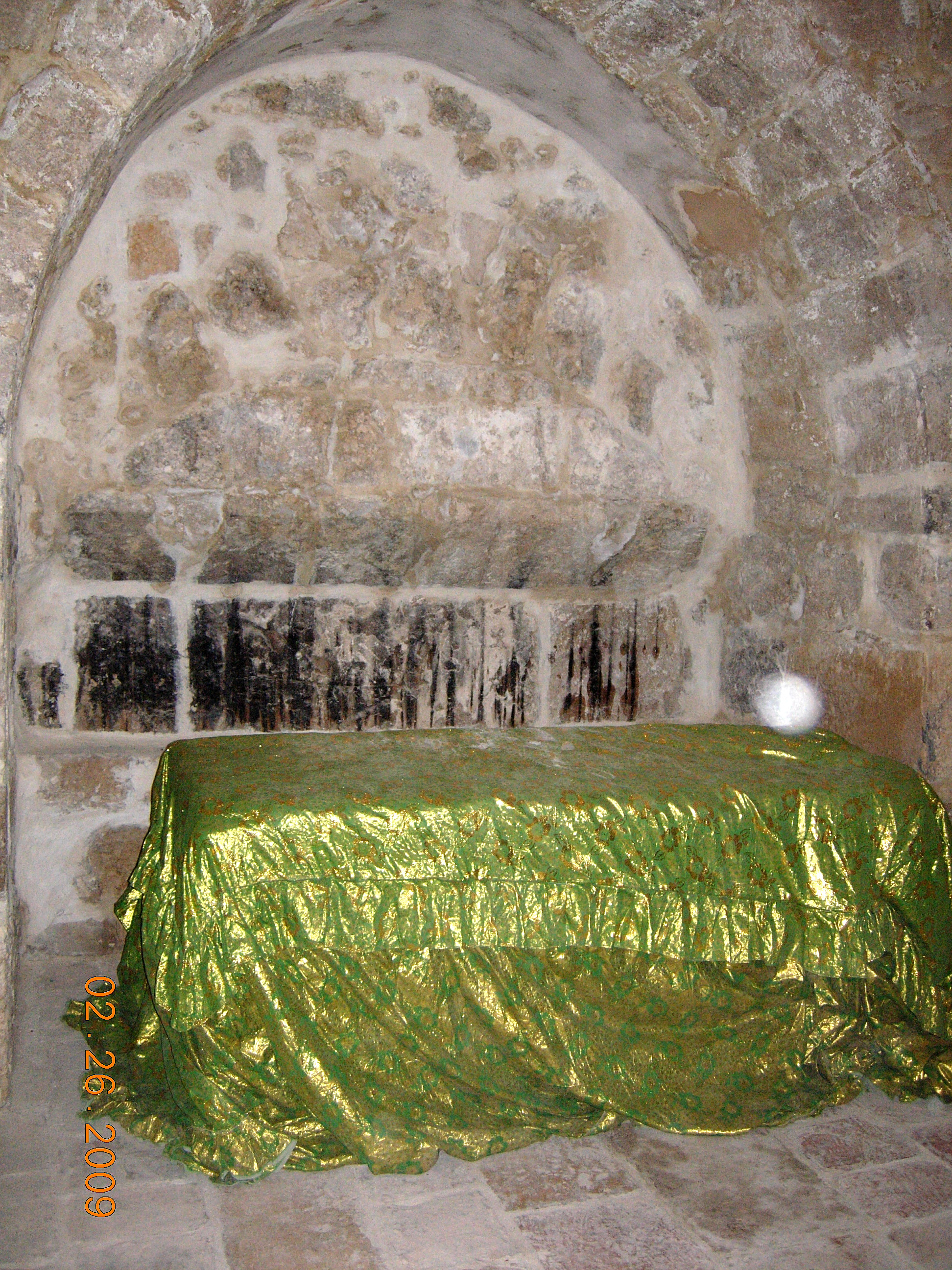
預言者ハルダーの墓
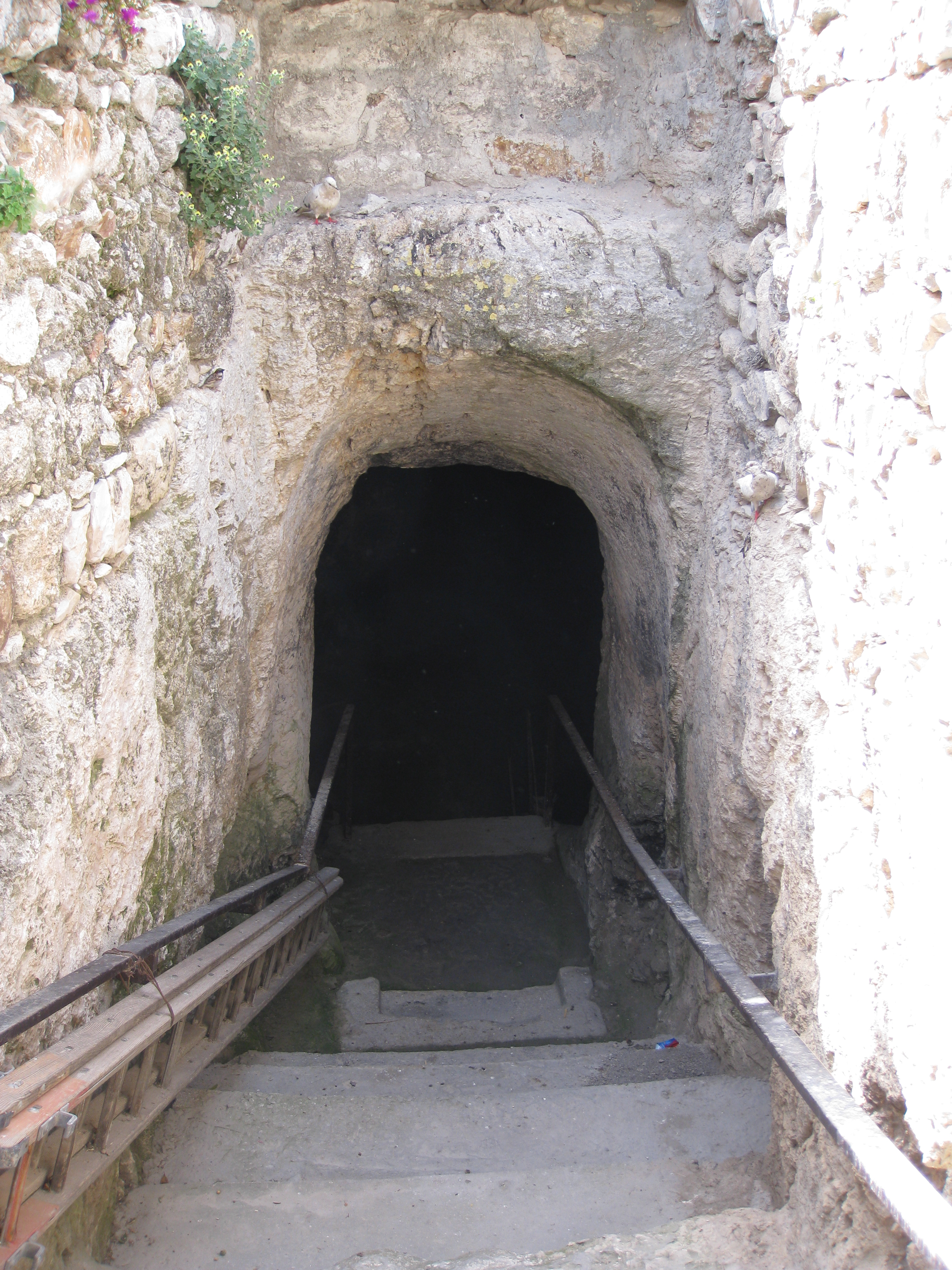
預言者の洞窟
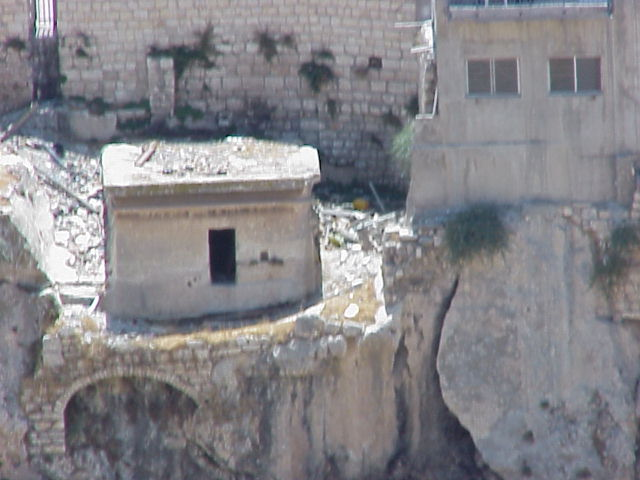
ファラオの娘の墓
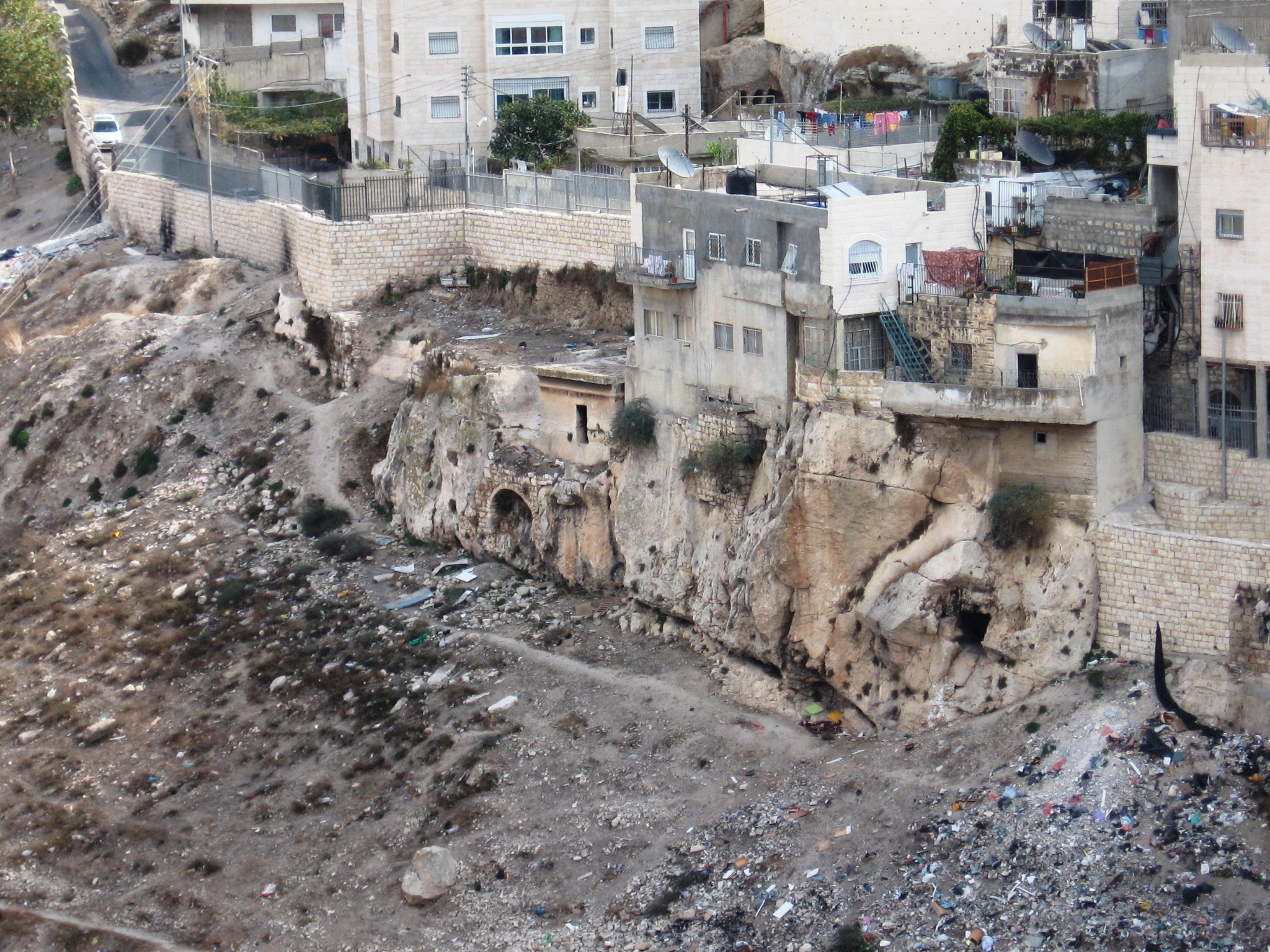
キドロンの谷のネクロポリス